# كيجماروك
كيجماروك (بالسلوفاكية: Kežmarok)‏ مدينة في شمال شرق سلوفاكيا وتتبع إقليم بريشوف.

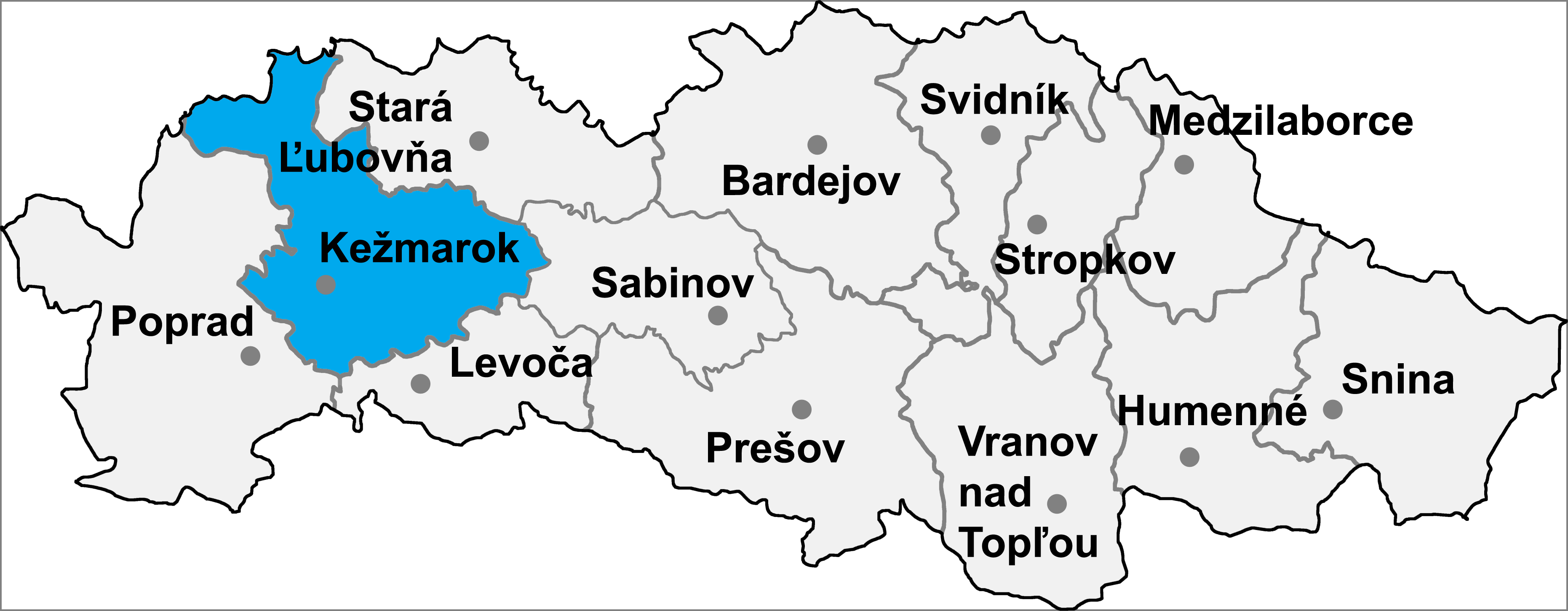
موقع كيجماروك في إقليم بريشوف

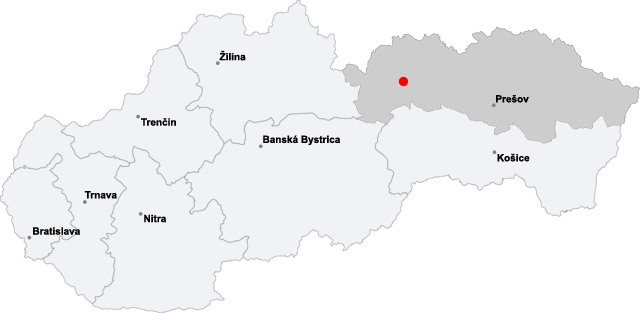
موقع كيجماروك في سلوفاكيا

## معرض صور

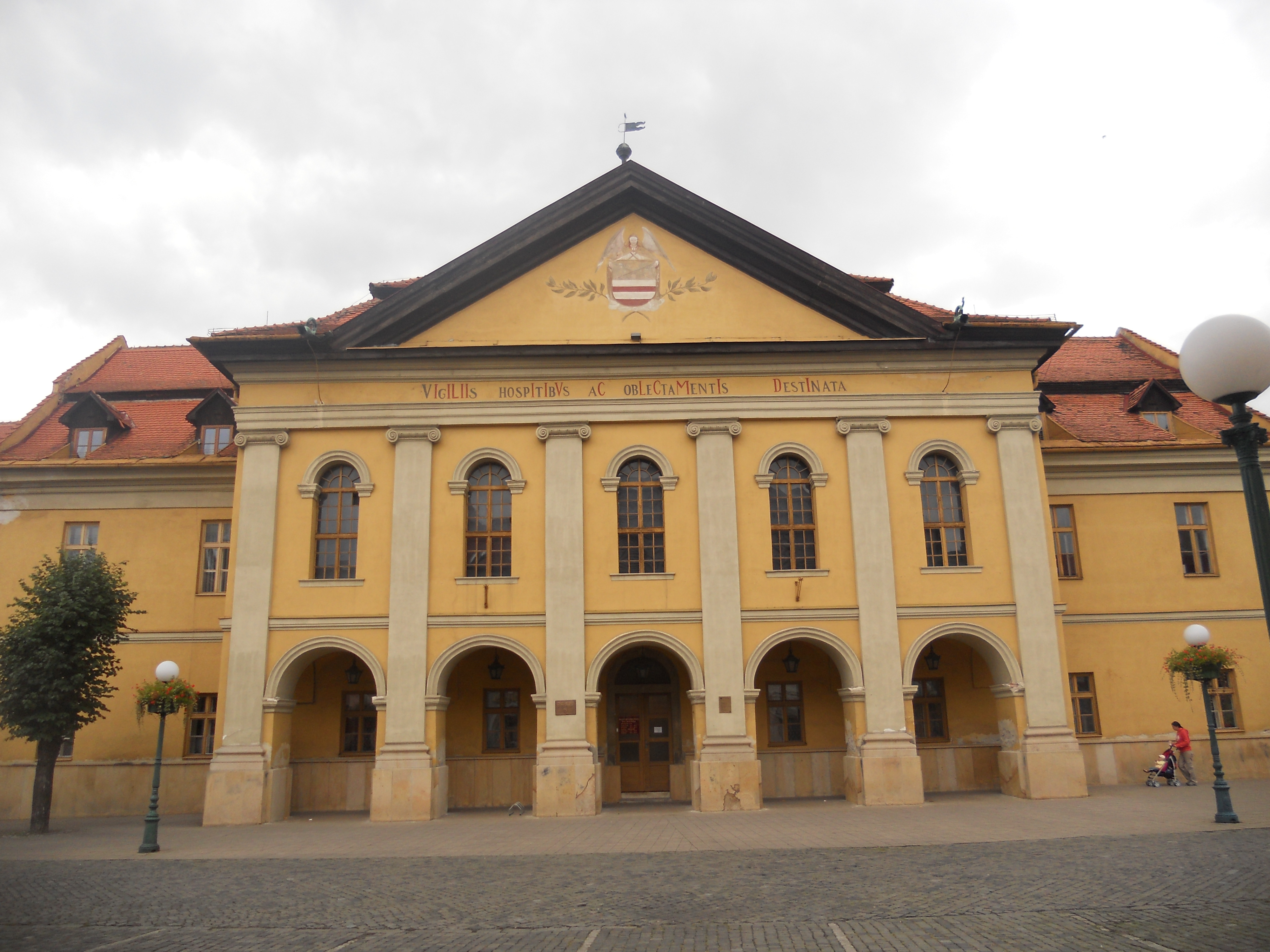
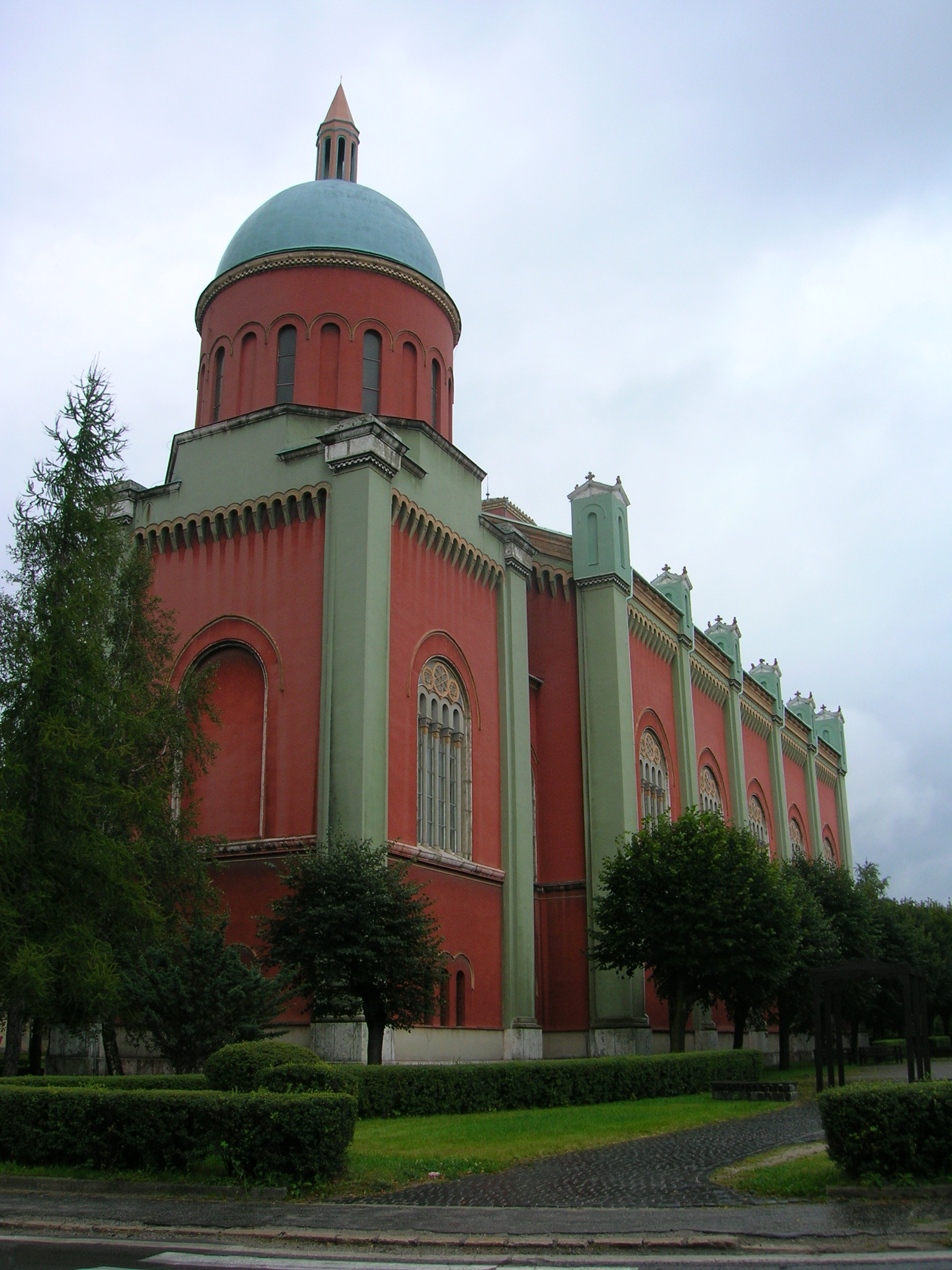
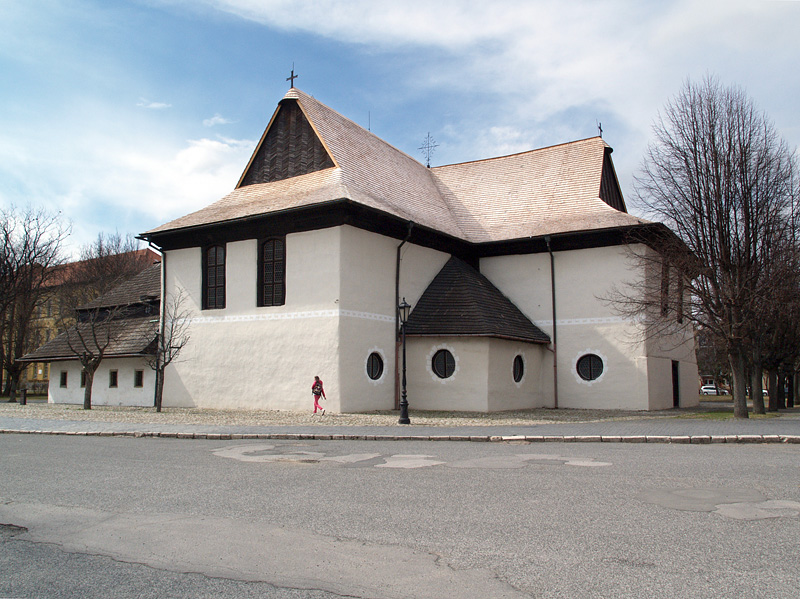
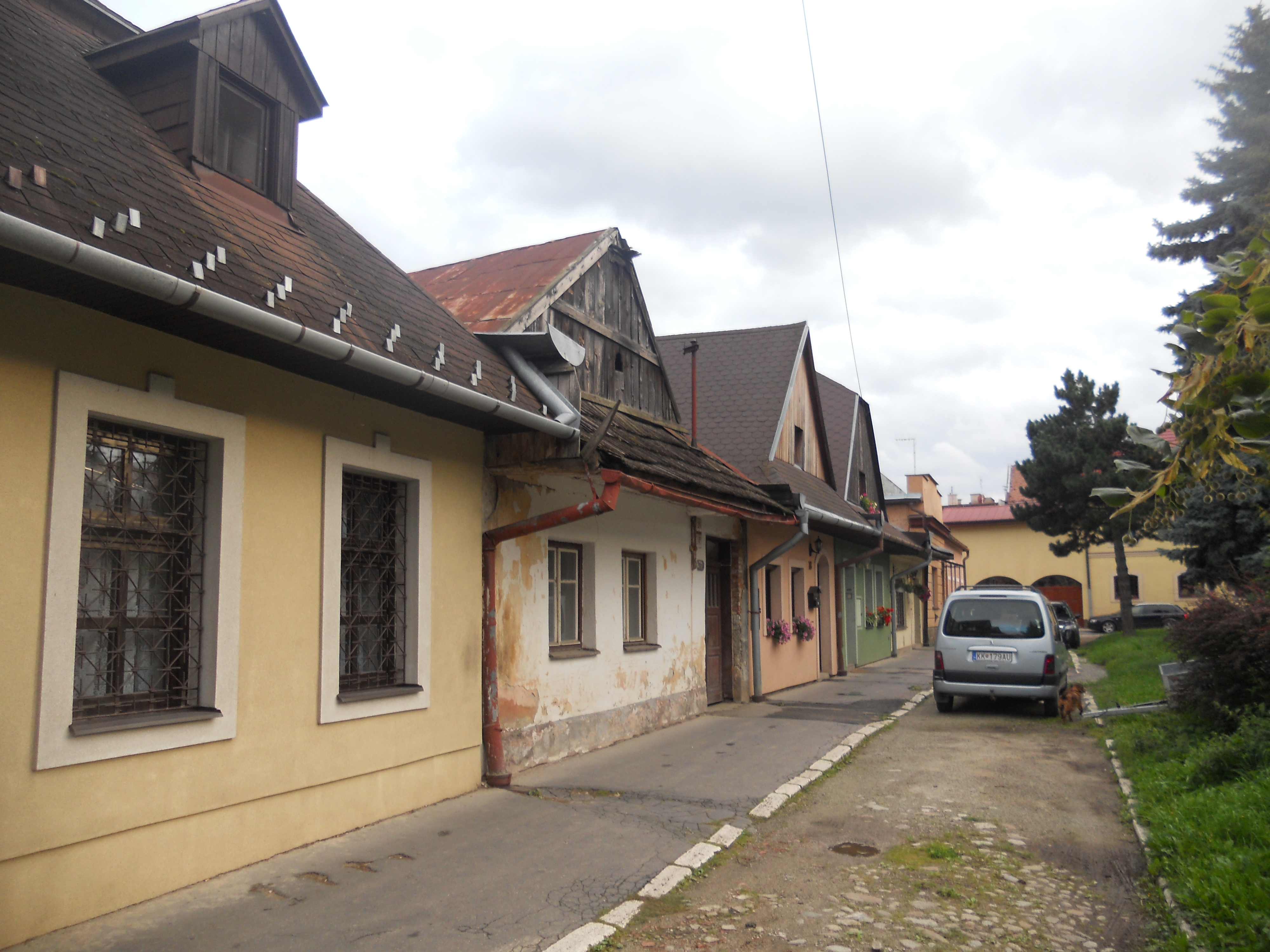
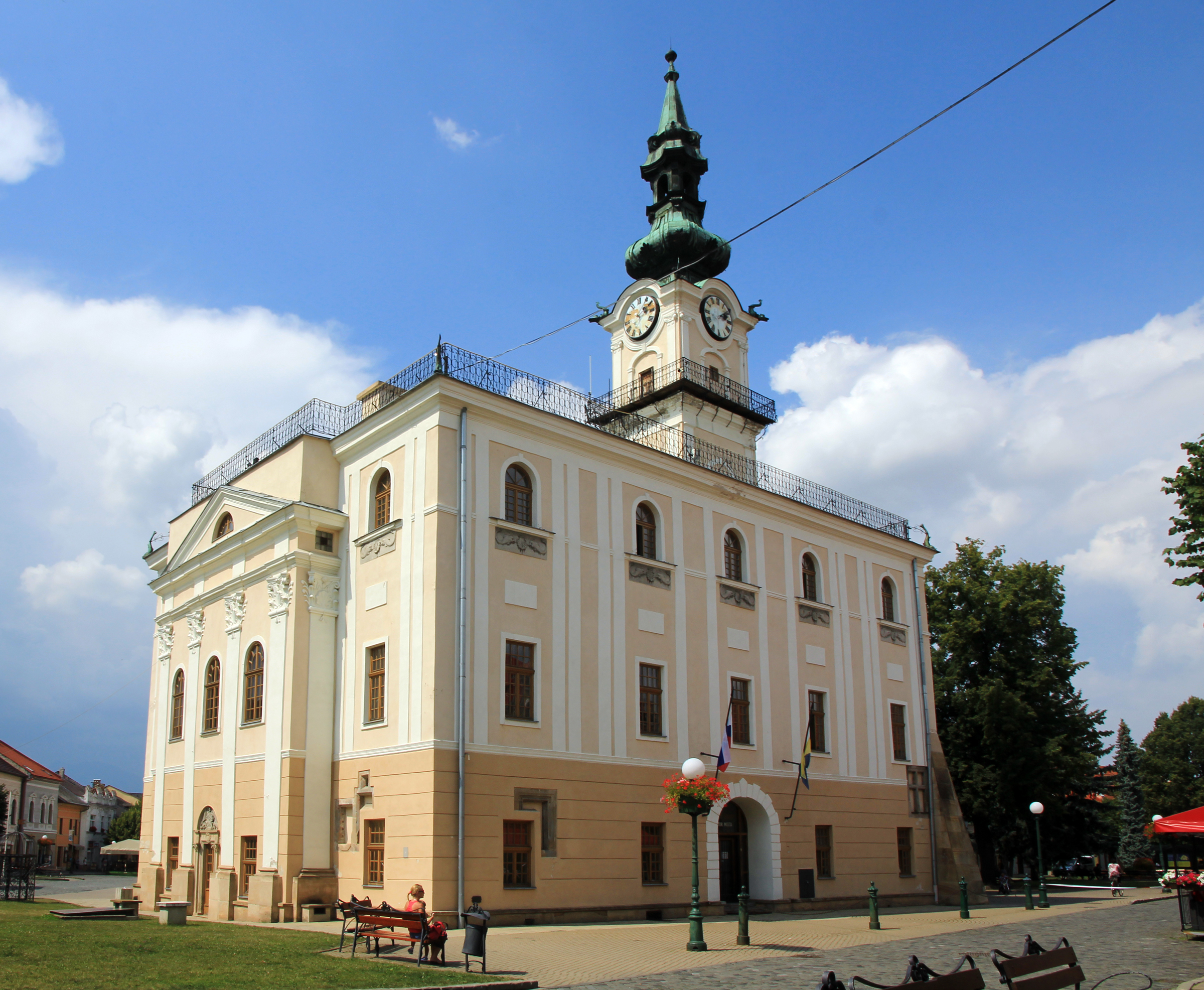

## توأمة
لكيجماروك اتفاقيات توأمة مع كل من:
- فايلبورغ
- غليفيتسه
- بشيبرام